# Vuelta a España 2022/10. Etappe
Die 10. Etappe der Vuelta a España 2022 fand am 30. August 2022 statt und wurde im Rahmen des einzigen Einzelzeitfahrens der 77. Austragung des spanischen Etappenrennens ausgetragen. Die 30,9 Kilometer lange Strecke verbindet die beiden Städte Elche und Alicante, wobei kaum Höhenmeter absolviert wurden. Nach der Zielankunft hatten die Fahrer insgesamt 1459,1 Kilometer absolviert, was 44,4 % der Gesamtdistanz der Rundfahrt entsprach.

## Streckenführung
Gestartet wurde das Einzelzeitfahren in Elche vor dem Palau dels Altamira nahe der Basílica de Santa Maria. Über die N340 ging es in Richtung Osten aus der Stadt heraus, ehe die Fahrer kurz nach dem Estadio Manuel Martínez Valero auf die schmälere Avinguda de l'Altet wechselten. Hier wurde nach 10,4 Kilometern die erste Zwischenzeit genommen. Nachdem die Fahrer L'Altet erreicht hatten, fuhren sie weiter bis an die Küste, wo sie links abbogen. Nun ging es entlang der Küste vorbei an Urbanova und dem Playa de los Saladares. Kurz darauf führte die Strecke auf die N332, die zum Zielort Alicante führt. Hier wurde die zweite Zwischenzeit nach 21 Kilometern genommen. In Alicante ging es zunächst vorbei am Hafen, ehe die Fahrer nach dem Castillo de Santa Bárbara die N332 verließen und links auf die Avenida de Jaime abbogen. Die Ziellinie befand sich nach weiterer Fahrt gerade aus auf der Avenida de la Estación kurz nach dem Placa de los Luceros.
|                | Ort                 | Kilometer |
| -------------- | ------------------- | --------- |
| Start          | Elche               | 0         |
| Zwischenzeit 1 | Avinguda de l'Altet | 10,4      |
| Zwischenzeit 2 | N332                | 21,0      |
| Ziel           | Alicante            | 30,9      |

## Rennverlauf und Ergebnisse
Chronologischer Ablauf
Nach dem zweiten Ruhetag wurden mit Ethan Hayter (Ineos Grenadiers), José Herrada (Cofidis), Harry Sweeny, Jarrad Drizners (beide Lotto Soudal), Edoardo Affini (Jumbo-Visma), Sam Bennett (Bora-hansgrohe), Mathias Norsgaard (Movistar) und Floris De Tier (Alpecin-Deceuninck) acht Fahrer positiv auf COVID-19 getestet. Mit Ethan Hayter und Edoardo Affini gingen somit gleich zwei ausgewiesene Zeitfahr-Spezialisten nicht an den Start. Eröffnet wurde das Einzelzeitfahren von Boy van Poppel (Intermarché-Wanty-Gobert Matériaux), der in der Gesamtwertung auf dem letzten Platz liegend bereits einen Rückstand von über zweieinhalb Stunden aufwies. Eine erste Richtzeit setzte der Franzose Rémi Cavagna (Quick-Step Alpha Vinyl), der die 30,9 Kilometer in 34 Minuten und 18 Sekunden zurücklegte. Der zweifache Zeitfahrweltmeister Rohan Dennis (Jumbo-Visma) konnte die Bestzeit nicht gefährden und erreichte das Ziel mit einem Rückstand von fast eineinhalb Minuten.
Mit Pavel Sivakov (Ineos Grenadiers) nahmen schlussendlich die Top 10 der Gesamtwertung die Strecke in Angriff. Der Franzose überzeugte mit einer Zeit von 34:45 min und schob sich damit auf den vorläufig zweiten Platz. Während Jai Hindley (Bora-hansgrohe) und insbesondere João Almeida (UAE Team Emirates) hinter den Erwartungen zurückblieben und über eine Minute auf Rémi Cavagna verloren, fuhren Simon Yates (BikeExchange-Jayco) und Miguel Ángel López (Astana Qazaqstan) mit 35:00 bzw. 35:05 min solide Zeiten und belegten vorläufig die Plätze vier und sechs. Juan Ayuso (UAE Team Emirates) konnte seine gute Form aus den vorangegangenen Etappen nicht abrufen und verlor eine Minute und 17 Sekunden auf den weiterhin führenden Franzosen. Im Gegensatz zu seinem Landsmann überraschte der gesamtvierte Carlos Rodríguez (Ineos Grenadiers) und schob sich mit 34:40 min noch vor seinen Teamkollegen Pavel Sivakov auf den vorläufig zweiten Rang. Nachdem Rémi Cavagna das Rennen über eine lange Zeit angeführt hatte, wurde seine Zeit von dem Olympiasieger Primož Roglič (Jumbo-Visma) unterboten. Der Slowene legte die Distanz in 34 Minuten und sechs Sekunden zurück und unterbot die Zeit des Franzosen um zwölf Sekunden. Enric Mas (Movistar) fuhr mit 35:09 min die vorläufig neunt schnellste Zeit und reihte sich damit knapp hinter Simon Yates, Tao Geoghegan Hart (Ineos Grenadiers) und Miguel Ángel López ein. Auf Primož Roglič verlor der Spanier jedoch über eine Minute. Als letzter Fahrer rollte Remco Evenepoel (Quick-Step Alpha Vinyl) von der Startrampe. Der Belgier setzte bei beiden Zwischenzeiten eine neue klare Bestzeit und erreichte das Ziel nach 33 Minuten und 18 Sekunden. Neben seinem ersten Grand-Tour-Etappensieg nahm der Gesamtführende dem Zweitplatzierten Primož Roglič 48 Sekunden ab und baute somit seinen Vorsprung in der Gesamtwertung weiter aus.
Platzierungen der Gesamtklassement-Fahrer
Hinter dem Etappensieger Remco Evenepoel blieb nur Primož Roglič innerhalb der ein Minuten Marke. Auf Platz drei folgte Rémi Cavagna gefolgt von den beiden Ineos Grenadiers Carlos Rodríguez und Pavel Sivakov. Mit einem Rückstand von über eineinhalb Minuten folgten Lawson Craddock (BikeExchange-Jayco) sowie sein Teamkollege Simon Yates, Tao Geoghegan Hart und Miguel Ángel López. Den zehnten Platz belegte Enric Mas, der eine Minute und 51 Sekunden auf Remco Evenepoel verlor. Der Australier Ben O’Connor (AG2R Citroën) blieb als zwölfter innerhalb der zwei Minuten Marke, während Joao Almeida und Juan Ayuso als 15. und 17. zwei Minuten und 13bzw. 17 Sekunden verloren. Noch weiter zurück lagen Thymen Arensman (DSM) und Jai Hindley, die zwei Minuten und 59 Sekunden bzw. drei Minuten und 48 Sekunden auf Remco Evenepoel einbüßten.
In der Gesamtwertung baute Remco Evenepoel seinen Vorsprung auf zwei Minuten und 41 Sekunden aus. Primož Roglič schob an Enric Mas vorbei und war nun der neue Gesamtzweite. Die beiden trennten jedoch lediglich 22 Sekunden. Aufgrund seiner guten Zeitfahrleistung behielt Carlos Rodríguez seinen vierten Gesamtrang und lag mit einem Rückstand von drei Minuten und 55 Sekunden nur noch 52 Sekunden hinter dem Podest. Simon Yates überholte Juan Ayuso, der auf den sechsten Platz abrutschte. Während Jai Hindley aus den Top 10 fiel reihte sich Tao Geoghegan Hart wieder als zehnter ein, wobei sein Rückstand auf Remco Evenepoel bereits mehr als siebeneinhalb Minuten betrug. In den Sonderwertungen kam es zu keinen nennenswerten Veränderungen und alle 156 Fahrer die das Zeitfahren gestartet waren, hatten auch das Ziel erreicht.
| \| Etappenergebnis \| Etappenergebnis \| Etappenergebnis \| Etappenergebnis \| Etappenergebnis \| \| Fahrer \| Fahrer \| Land \| Team \| Zeit \| \| --------------- \| ------------------ \| ---------------------- \| ----------------------- \| --------------- \| \| 1. \| Remco Evenepoel \| Belgien \| Quick-Step Alpha Vinyl \| 33 min 18 s \| \| 2. \| Primož Roglič \| Slowenien \| Jumbo-Visma \| + 48 s \| \| 3. \| Rémi Cavagna \| Frankreich \| Quick-Step Alpha Vinyl \| + 1 min 00 s \| \| 4. \| Carlos Rodríguez \| Spanien \| Ineos Grenadiers \| + 1 min 22 s \| \| 5. \| Pavel Sivakov \| Frankreich \| Ineos Grenadiers \| + 1 min 27 s \| \| 6. \| Lawson Craddock \| Vereinigte Staaten \| Team BikeExchange-Jayco \| + 1 min 37 s \| \| 7. \| Simon Yates \| Vereinigtes Königreich \| Team BikeExchange-Jayco \| + 1 min 42 s \| \| 8. \| Tao Geoghegan Hart \| Vereinigtes Königreich \| Ineos Grenadiers \| + 1 min 46 s \| \| 9. \| Miguel Ángel López \| Kolumbien \| Astana Qazaqstan Team \| + 1 min 47 s \| \| 10. \| Enric Mas \| Spanien \| Movistar Team \| + 1 min 51 s \| |                    |                        |                         |              |
| |                    |                        |                         |              |
| Quelle: ProCyclingStats |                    |                        |                         |              |
| Etappenergebnis |                    |                        |                         |              |
| Fahrer | Fahrer             | Land                   | Team                    | Zeit         |
| 1. | Remco Evenepoel    | Belgien                | Quick-Step Alpha Vinyl  | 33 min 18 s  |
| 2. | Primož Roglič      | Slowenien              | Jumbo-Visma             | + 48 s       |
| 3. | Rémi Cavagna       | Frankreich             | Quick-Step Alpha Vinyl  | + 1 min 00 s |
| 4. | Carlos Rodríguez   | Spanien                | Ineos Grenadiers        | + 1 min 22 s |
| 5. | Pavel Sivakov      | Frankreich             | Ineos Grenadiers        | + 1 min 27 s |
| 6. | Lawson Craddock    | Vereinigte Staaten     | Team BikeExchange-Jayco | + 1 min 37 s |
| 7. | Simon Yates        | Vereinigtes Königreich | Team BikeExchange-Jayco | + 1 min 42 s |
| 8. | Tao Geoghegan Hart | Vereinigtes Königreich | Ineos Grenadiers        | + 1 min 46 s |
| 9. | Miguel Ángel López | Kolumbien              | Astana Qazaqstan Team   | + 1 min 47 s |
| 10. | Enric Mas          | Spanien                | Movistar Team           | + 1 min 51 s |

## Gesamtstände
| \| Gesamtwertung \| Gesamtwertung \| Gesamtwertung \| Gesamtwertung \| Gesamtwertung \| \| Fahrer \| Fahrer \| Land \| Team \| Zeit \| \| ------------- \| ------------------ \| ---------------------- \| ----------------------- \| ---------------- \| \| 1. \| Remco Evenepoel \| Belgien \| Quick-Step Alpha Vinyl \| 34 h 35 min 50 s \| \| 2. \| Primož Roglič \| Slowenien \| Jumbo-Visma \| + 2 min 41 s \| \| 3. \| Enric Mas \| Spanien \| Movistar Team \| + 3 min 03 s \| \| 4. \| Carlos Rodríguez \| Spanien \| Ineos Grenadiers \| + 3 min 55 s \| \| 5. \| Simon Yates \| Vereinigtes Königreich \| Team BikeExchange-Jayco \| + 4 min 50 s \| \| 6. \| Juan Ayuso \| Spanien \| UAE Team Emirates \| + 4 min 53 s \| \| 7. \| João Almeida \| Portugal \| UAE Team Emirates \| + 6 min 45 s \| \| 8. \| Miguel Ángel López \| Kolumbien \| Astana Qazaqstan Team \| + 6 min 50 s \| \| 9. \| Pavel Sivakov \| Frankreich \| Ineos Grenadiers \| + 7 min 06 s \| \| 10. \| Tao Geoghegan Hart \| Vereinigtes Königreich \| Ineos Grenadiers \| + 7 min 37 s \| |                    |                        |                         |                  |
| |                    |                        |                         |                  |
| Quelle: ProCyclingStats |                    |                        |                         |                  |
| Gesamtwertung |                    |                        |                         |                  |
| Fahrer | Fahrer             | Land                   | Team                    | Zeit             |
| 1. | Remco Evenepoel    | Belgien                | Quick-Step Alpha Vinyl  | 34 h 35 min 50 s |
| 2. | Primož Roglič      | Slowenien              | Jumbo-Visma             | + 2 min 41 s     |
| 3. | Enric Mas          | Spanien                | Movistar Team           | + 3 min 03 s     |
| 4. | Carlos Rodríguez   | Spanien                | Ineos Grenadiers        | + 3 min 55 s     |
| 5. | Simon Yates        | Vereinigtes Königreich | Team BikeExchange-Jayco | + 4 min 50 s     |
| 6. | Juan Ayuso         | Spanien                | UAE Team Emirates       | + 4 min 53 s     |
| 7. | João Almeida       | Portugal               | UAE Team Emirates       | + 6 min 45 s     |
| 8. | Miguel Ángel López | Kolumbien              | Astana Qazaqstan Team   | + 6 min 50 s     |
| 9. | Pavel Sivakov      | Frankreich             | Ineos Grenadiers        | + 7 min 06 s     |
| 10. | Tao Geoghegan Hart | Vereinigtes Königreich | Ineos Grenadiers        | + 7 min 37 s     |

| Punktewertung | Punktewertung       | Punktewertung          | Punktewertung          | Punktewertung |
| Fahrer        | Fahrer              | Land                   | Team                   | Punkte        |
| ------------- | ------------------- | ---------------------- | ---------------------- | ------------- |
| 1.            | Mads Pedersen       | Dänemark               | Trek-Segafredo         | 147 P.        |
| 2.            | Remco Evenepoel     | Belgien                | Quick-Step Alpha Vinyl | 85 P.         |
| 3.            | Marc Soler          | Spanien                | UAE Team Emirates      | 81 P.         |
| 4.            | Primož Roglič       | Slowenien              | Jumbo-Visma            | 73 P.         |
| 5.            | Fred Wright         | Vereinigtes Königreich | Bahrain Victorious     | 67 P.         |
| 6.            | Samuele Battistella | Italien                | Astana Qazaqstan Team  | 67 P.         |
| 7.            | Enric Mas           | Spanien                | Movistar Team          | 61 P.         |
| 8.            | Daniel McLay        | Vereinigtes Königreich | Arkéa-Samsic           | 41 P.         |
| 9.            | Jay Vine            | Australien             | Alpecin-Deceuninck     | 40 P.         |
| 10.           | Jesús Herrada       | Spanien                | Cofidis                | 40 P.         |

| Bergwertung | Bergwertung     | Bergwertung | Bergwertung                        | Bergwertung |
| Fahrer      | Fahrer          | Land        | Team                               | Punkte      |
| ----------- | --------------- | ----------- | ---------------------------------- | ----------- |
| 1.          | Jay Vine        | Australien  | Alpecin-Deceuninck                 | 40 P.       |
| 2.          | Robert Stannard | Australien  | Alpecin-Deceuninck                 | 21 P.       |
| 3.          | Jimmy Janssens  | Belgien     | Alpecin-Deceuninck                 | 17 P.       |
| 4.          | Marc Soler      | Spanien     | UAE Team Emirates                  | 16 P.       |
| 5.          | Thibaut Pinot   | Frankreich  | Groupama-FDJ                       | 12 P.       |
| 6.          | Rubén Fernández | Spanien     | Cofidis                            | 11 P.       |
| 7.          | Louis Meintjes  | Südafrika   | Intermarché-Wanty-Gobert Matériaux | 10 P.       |
| 8.          | Mark Padun      | Ukraine     | EF Education-EasyPost              | 10 P.       |
| 9.          | Jesús Herrada   | Spanien     | Cofidis                            | 10 P.       |
| 10.         | Remco Evenepoel | Belgien     | Quick-Step Alpha Vinyl             | 9 P.        |

| Nachwuchswertung | Nachwuchswertung    | Nachwuchswertung | Nachwuchswertung       | Nachwuchswertung |
| Fahrer           | Fahrer              | Land             | Team                   | Zeit             |
| ---------------- | ------------------- | ---------------- | ---------------------- | ---------------- |
| 1.               | Remco Evenepoel     | Belgien          | Quick-Step Alpha Vinyl | 34 h 35 min 50 s |
| 2.               | Carlos Rodríguez    | Spanien          | Ineos Grenadiers       | + 3 min 55 s     |
| 3.               | Juan Ayuso          | Spanien          | UAE Team Emirates      | + 4 min 53 s     |
| 4.               | João Almeida        | Portugal         | UAE Team Emirates      | + 6 min 45 s     |
| 5.               | Pavel Sivakov       | Frankreich       | Ineos Grenadiers       | + 7 min 06 s     |
| 6.               | Thymen Arensman     | Niederlande      | Team DSM               | + 8 min 44 s     |
| 7.               | Gino Mäder          | Schweiz          | Bahrain Victorious     | + 11 min 52 s    |
| 8.               | Sergio Higuita      | Kolumbien        | Bora-Hansgrohe         | + 13 min 36 s    |
| 9.               | José Félix Parra    | Spanien          | Equipo Kern Pharma     | + 25 min 09 s    |
| 10.              | Clément Champoussin | Frankreich       | AG2R Citroën Team      | + 39 min 00 s    |

| Mannschaftswertung | Mannschaftswertung                 | Mannschaftswertung           | Mannschaftswertung |
| Team               | Team                               | Land                         | Zeit               |
| ------------------ | ---------------------------------- | ---------------------------- | ------------------ |
| 1.                 | Ineos Grenadiers                   | Vereinigtes Königreich       | 103 h 14 min 01 s  |
| 2.                 | UAE Team Emirates                  | Vereinigte Arabische Emirate | + 29 s             |
| 3.                 | Bahrain Victorious                 | Bahrain                      | + 11 min 31 s      |
| 4.                 | Movistar Team                      | Spanien                      | + 12 min 45 s      |
| 5.                 | EF Education-EasyPost              | Vereinigte Staaten           | + 14 min 02 s      |
| 6.                 | Astana Qazaqstan Team              | Kasachstan                   | + 14 min 09 s      |
| 7.                 | Intermarché-Wanty-Gobert Matériaux | Belgien                      | + 16 min 43 s      |
| 8.                 | Jumbo-Visma                        | Niederlande                  | + 19 min 01 s      |
| 9.                 | Bora-Hansgrohe                     | Deutschland                  | + 19 min 51 s      |
| 10.                | Groupama-FDJ                       | Frankreich                   | + 43 min 50 s      |

## Ausgeschiedene Fahrer
Die folgenden Fahrer waren aus der Tour ausgeschieden:
- Floris De Tier (Alpecin-Deceuninck) – DNS wegen Gesäßverletzung
- Sam Bennett (Bora-hansgrohe) – DNS wegen positiven Coronatests
- Harry Sweeny (Lotto Soudal) – DNS wegen positiven Coronatests
- José Herrada (Cofidis) – DNS wegen positiven Coronatests
- Edoardo Affini (Jumbo-Visma) – DNS wegen Krankheit
- Jarrad Drizners (Lotto Soudal) – DNS wegen positiven Coronatests
- Mathias Norsgaard (Movistar) – DNS wegen positiven Coronatests
- Ethan Hayter (Ineos Grenadiers) – DNS wegen positiven Coronatests